# Thomas S. Gordon

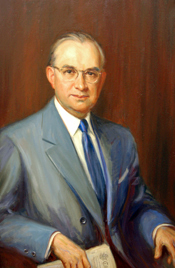
Thomas S. Gordon

Thomas Sylvy Gordon (* 17. Dezember 1893 in Chicago, Illinois; † 22. Januar 1959 ebenda) war ein US-amerikanischer Politiker. Zwischen 1943 und 1959 vertrat er den Bundesstaat Illinois im US-Repräsentantenhaus.

## Werdegang
Thomas Gordon besuchte die öffentlichen Schulen seiner Heimat und danach bis 1912 das St. Stanislaus College, ebenfalls in Chicago. Zwischen 1916 und 1920 arbeitete er im Bankgewerbe. Von 1921 bis 1942 war er in verschiedenen Funktionen für eine polnischsprachige Zeitung tätig. Gleichzeitig schlug er als Mitglied der Demokratischen Partei eine politische Laufbahn ein. Zwischen 1933 und 1936 war er Beauftragter für die Chicago West Parks. Danach arbeitete er von 1936 bis 1939 bei der Kfz-Zulassungsstelle. Im Juni 1936 nahm er als Delegierter an der Democratic National Convention in Philadelphia teil, auf der Präsident Franklin D. Roosevelt zur Wiederwahl nominiert wurde. Zwischen 1939 und 1942 war er Stadtkämmerer von Chicago.
Bei den Kongresswahlen des Jahres 1942 wurde Gordon im achten Wahlbezirk von Illinois in das US-Repräsentantenhaus in Washington, D.C. gewählt, wo er am 3. Januar 1943 die Nachfolge von Leo Kocialkowski antrat. Nach sieben Wiederwahlen konnte er bis zum 3. Januar 1959 acht Legislaturperioden im Kongress absolvieren. In seine Zeit im Kongress fielen das Ende des Zweiten Weltkrieges, der Beginn des Kalten Krieges, der Koreakrieg und innenpolitisch der Beginn der Bürgerrechtsbewegung. Seit 1957 leitete Gordon den Auswärtigen Ausschuss.
Im Jahr 1958 verzichtete er auf eine weitere Kandidatur. Er starb am 22. Januar 1959, drei Wochen nach dem Ende seiner letzten Legislaturperiode, in Chicago, wo er auch beigesetzt wurde.